# Stenopelmatus piceiventris
Stenopelmatus piceiventris är en insektsart som beskrevs av Walker, F. 1869. Stenopelmatus piceiventris ingår i släktet Stenopelmatus och familjen Stenopelmatidae. Inga underarter finns listade i Catalogue of Life.